# Robert-Jean Longuet

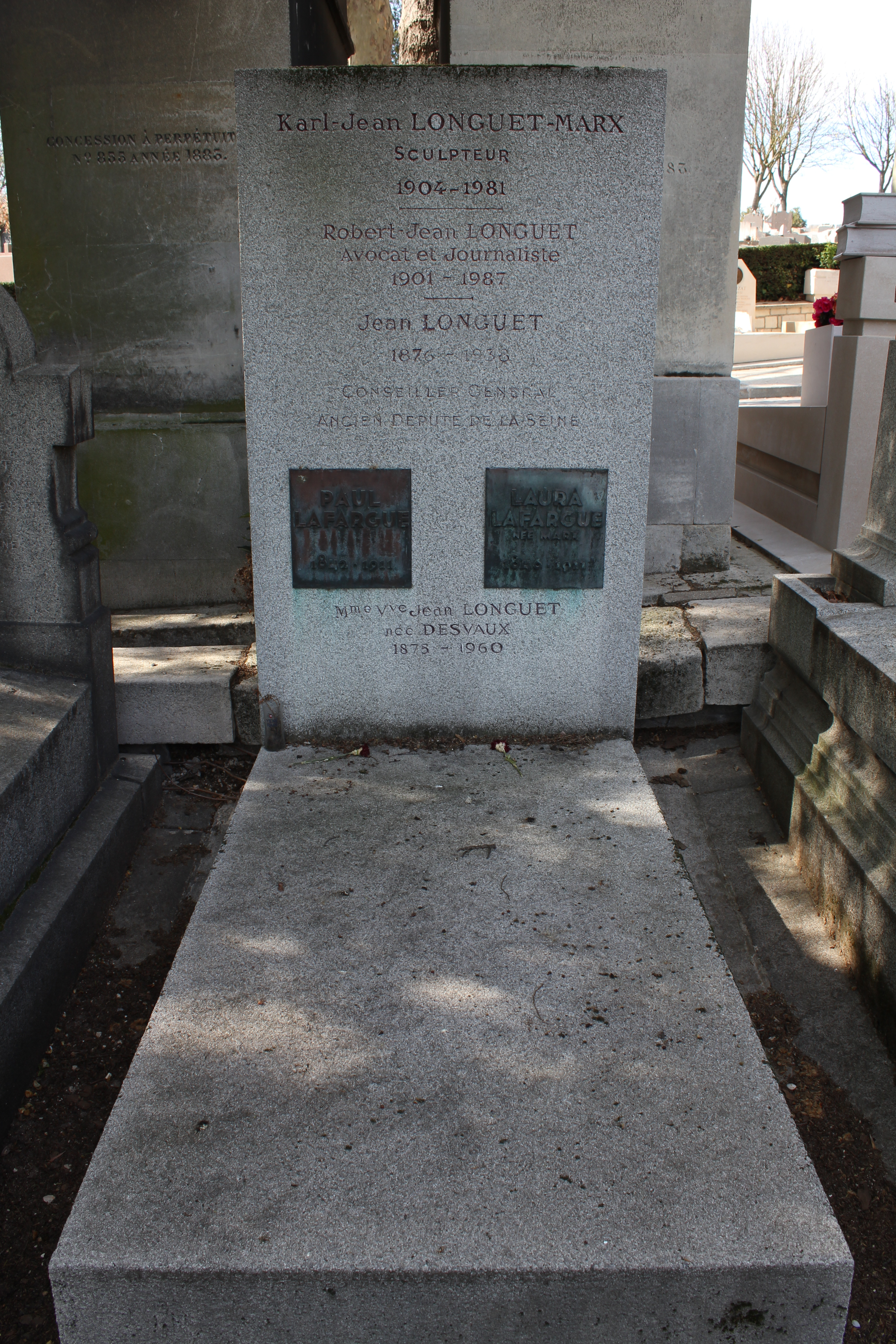
Longuets Grab in Paris

Robert Jean Gustave Longuet (* 9. Dezember 1901 in Paris; † 17. März 1987 ebenda) war ein französischer Rechtsanwalt und Journalist.
Longuet war ein Sohn von Jean Longuet und wie sein Vater Mitglied der Association juridique internationale. In der Zeit vor dem Zweiten Weltkrieg war er einflussreicher Kämpfer gegen den Kolonialismus, insbesondere gegen die Politik Frankreichs in Marokko.
1977 veröffentlichte er eine Biografie seines Urgroßvaters Karl Marx (Karl Marx : mon arrière-grand-père), die 1979 im Dietz Verlag unter dem Titel Karl Marx, mein Urgroßvater erschien.
Er starb 1987 und wurde auf dem Pariser Friedhof Père-Lachaise beigesetzt. Sein jüngerer Bruder Karl-Jean Longuet war ein bedeutender Bildhauer. 

## Werke
- L'Avocat. Comment on le devient. Avantages et inconvénients de la carrière. Préface de Me C. Campinchi. Paris 1932
- Colonialisme et civilisation Editions de la revue "Maghreb", Paris 1934
- Plan de réformes marocaines élaboré et présenté par le Comité d'action marocaine. Présentation par Robert-Jean Longuet. impr. Labor, Paris 1934
- Maghreb. Revue mensuelle de documentation économique et sociale. Rédacteur en chef Robert-Jean Longuet. Paris 1934-1936
- La Question coloniale. Paris 1936
- Karl Marx, mon arrière-grand-père. Stock, Paris 1977
- Au cœur de l'Europe... Le "printemps" ou "l'automne" de Prague ? Préface de Jeannette Thorez-Vermeersch. Coopérative ouvrière de presse et d'éditions, Luxembourg 1978
- Karl Marx - mein Urgroßvater  aus dem Französischen übersetzt von Günter Kluge. Dietz Verlag, Berlin 1979
- Im Herzen Europas. Prager Frühling oder Prager Herbst? Vorwort von Jeannette Thorez-Vermeersch. Coopérative ouvrière de presse et d'éditions, Luxembourg 1979 (auch Brücken-Verlag, Düsseldorf 1980)